# Ляшко, Евгения Ивановна
Евгения Ивановна Ляшко (род. 5 декабря 1939, Белокуракинский район, Ворошиловградская область) — украинская советская политическая деятельница, доярка колхоза «Коммунист» Белокуракинского района Луганской области. Депутат Совета Союза Верховного Совета СССР 8-го созыва от Ворошиловградской области.

## Биография
Родилась в крестьянской семье. Образование среднее: в 1957 году окончила среднюю школу.
В 1958-1962 годах — кассир Александропольского сельского потребительского общества Белокуракинского района Луганской области.
В 1962-1968 годах — свинарка, с 1968 года — доярка колхоза «коммунист» села Александрополь Белокуракинского района Луганской области. В 1969 году надоила от каждой фуражной коровы более 3 000 килограммов молока.
C 1970 по 1974 год -  Депутат Верховного Совета СССР 8-го созыва.
Затем - на пенсии в селе Ляшковка Белокуракинского района Луганской области.